# Pertoltice
Pertoltice är en ort i Tjeckien.   Den ligger i regionen Mellersta Böhmen, i den centrala delen av landet, 70 km sydost om huvudstaden Prag. Pertoltice ligger 453 meter över havet och antalet invånare är 170.
Terrängen runt Pertoltice är lite kuperad. Runt Pertoltice är det ganska tätbefolkat, med 179 invånare per kvadratkilometer. Närmaste större samhälle är Zruč nad Sázavou, 5,7 km väster om Pertoltice. I omgivningarna runt Pertoltice växer i huvudsak blandskog.